# Goldstadtpokal
Der Goldstadtpokal ist ein internationales Tanzturnier in Pforzheim, das seit 1962 jährlich vom Schwarz-Weiß-Club Pforzheim (SWC) veranstaltet wird. Spitzenpreis des Turniers ist jeweils der sogenannte „Goldstadtpokal“.

## Geschichte
Das erste Tanzturnier dieses Namens fand 1962 in der Jahnhalle in Pforzheim statt, einer Sporthalle, die zu diesem festlichen Zweck von der Stadt umgerüstet wurde. Der Siegerpokal kam nicht aus einer Serienfertigung, sondern war – dem Austragungsort „Goldstadt“ Pforzheim angemessen – eine Einzelanfertigung der Kunst- und Werkschule. Bereits 1966 setzte sich bei der Gestaltung dieses Pokals der Gedanke durch, dass in einem Paarsport es durchaus zwei Sieger gibt, dass also nur ein einziger Pokal dem Siegerpaar nicht gerecht wird. Von diesem Jahr an war es eine Grundvorgabe für die Gestalter, in irgendeiner Form dem einen Pokal zwei Trinkgefäße zu entlocken.
Initiator des Tanzturniers war der damalige Vorsitzende des Schwarz-Weiß-Clubs Werner Dietrich, der vom damaligen Oberbürgermeister Johann Peter Brandenburg wohlwollend unterstützt wurde.
Eine wichtige Rolle spielte diese Sportveranstaltung auch zu Zeiten des Kalten Krieges für die Völkerverständigung. So gewann der Schwarz-Weiß-Club nicht nur internationale Turnierpaare aus Westeuropa, sondern auch Paare und Formationen aus der Sowjetunion, Tschechoslowakei und Ungarn.